# Gerhard Olschewski
Gerhard Olschewski est un acteur allemand né le 30 mai 1942. 

## Biographie
Gerhard Olschewski remporte l'Ours d'argent du meilleur acteur pour Une vie gâchée (Verlorenes Leben) d'Ottokar Runze lors de la Berlinale 1976.

## Filmographie
- 1976 : Une vie gâchée (Verlorenes Leben) d'Ottokar Runze
- 1979 : Der Mörder d'Ottokar Runze
- 1983 : Eisenhans de Tankred Dorst
- 1984 : Kanakerbraut d'Uwe Schrader
- 1985 : L'Affaire du Canon noir (《黑炮事件》), film chinois de Huang Jianxin (黄建新)[1]